# Германски късометражни филми от 1895 година
В зората на киното, пионерите в кинематографията създават множество късометражни филми, с цел да изпробват и доусъвършенстват техниката, с която разполагат. Тази статия е кратка ретроспекция на филмите, заснети в Германия през 1895 година.

## „Камаринская“
„Камаринская“ (на немски: Kamarinskaja) е късометражен ням филм на режисьора Макс Складановски. Премиерата на филма се състои на 1 ноември 1895 година. Сюжетът представя трима танцьори, известни като „Братята Тшерпаноф“, които танцуват руски народен танц, обърнати с лица към камерата и облечени в традиционни дрехи, с кожени шапки на главите и обути с кожени ботуши.

## „Комично разтягане“
Комично разтягяне" (на немски: Komisches Reck) е късометражен ням филм, заснет от режисьора и продуцент Макс Складановски. Премиерата на филма се състои на 1 ноември 1895 година.